# Mesosa bimaculata
Mesosa bimaculata là một loài bọ cánh cứng trong họ Cerambycidae.